# Südamerikanischer Seebär
Der Südamerikanische Seebär (Arctocephalus australis) ist eine Art der Südlichen Seebären.

## Merkmale
Die Bullen werden 190 cm lang und erreichen ein Gewicht von 200 kg. Weibchen sind mit 140 cm und 50 kg sehr viel kleiner. Während die Kühe ein hellbraunes Fell haben, ist dies bei Männchen schwarzgrau mit einer auffälligen Halsmähne. Die Unterart der Falklandinseln ist kleiner als die des südamerikanischen Festlands.

## Verbreitung

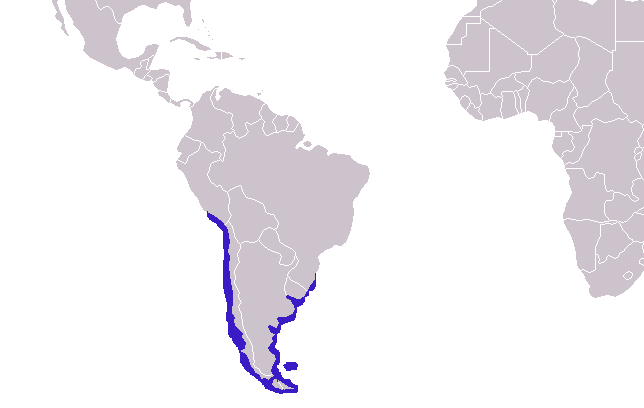
Verbreitung

Der Südamerikanische Seebär ist in zwei Unterarten verbreitet: Der A. a. gracilis lebt an den Küsten Südamerikas von Peru bis Chile sowie von Argentinien bis Südbrasilien. Dagegen kommt A. a. australis an den Küsten der Falklandinseln vor. Diese Robben bevorzugen felsige Küsten und sind in der Lage, recht steile Steigungen zu bewältigen, um zu ihren Lagerplätzen zu gelangen. Oft ruhen sie in Höhlen, um der Sonnenhitze zu entkommen.

## Systematik
Der Südamerikanische Seebär wird als eigenständige Art innerhalb der Gattung Arctocephalus eingeordnet. Die wissenschaftliche Erstbeschreibung stammt von dem deutschen Naturforscher Eberhard August Wilhelm von Zimmermann aus dem Jahr 1783, der sie als Phoca forsteri von den Juan-Fernández-Inseln und der dazugehörigen Region beschrieb. Teilweise wurde der Neuseeländische Seebär (A. forsteri) als Unterart des Südamerikanischen Seebären betrachtet.
Innerhalb der Gattung wird der Südamerikanische Seebär als Schwesterart dem Galápagos-Seebären (A. galapagoensis) gegenübergestellt, die restlichen Arten der Gattung werden als ursprünglicher betrachtet.
Teilweise wird die Monophylie der Südlichen Seebären in Zweifel gezogen und man geht von einem gemeinsamen Ursprung der auf der südlichen Hemisphäre verbreiteten Ohrenrobben aus. In dem Fall werden auch der Australische Seelöwe (Neophoca cinerea) und der Neuseeländische Seelöwe (Phocarctos hookeri) in diese Gruppe. Der Südafrikanische und der Subantarktische Seebär wären an dieser Stelle Schwestergruppe eines gemeinsamen Taxons aus den beiden Seelöwenarten und den restlichen Seebären, für die zur Abgrenzung ein neuer Gattungsname „Arctophoca“ vorgeschlagen wurde.
Innerhalb der Art werden keine Unterarten unterschieden.

## Bestandsentwicklung, Gefährdungssituation und Schutzmaßnahmen
Der Südamerikanische Seebär wird von der Weltnaturschutzunion IUCN in der Roten Liste gefährdeter Arten geführt, allerdings bezeichnet man ihn als nicht gefährdet („Least Concern“). In der Bonner Konvention CMS, wo die Schutzbedürftigkeit wandernder Tierarten ermittelt und dargestellt wird, ist diese Robbenart in Appendix II geführt. Für die Erhalt dieser Art bezeichnet man demnach internationale Zusammenarbeit bei den Schutzaktivitäten als erforderlich.
Das Washingtoner Artenschutzübereinkommen CITES trägt der Bedeutung des Handels in der Artengefährdung Rechnung, stellt den Südamerikanischen Seebär wie alle Arten seiner Gattung in Anhang II und verlangt damit weltweit geltende Handelsbeschränkungen.
Uruguay ist das einzige Land Südamerikas, in dem eine kontrollierte Jagd auf diese Seebären erlaubt ist; in allen anderen Ländern Südamerikas ist diese Robbenart streng geschützt.
Die Europäische Union listet den Südamerikanischen Seebär in der EU-Artenschutzverordnung (EG) Nr. 338/97 Anhang II, womit Schutzverpflichtungen durch bestimmte Handelsbeschränkungen auch auf alle Mitglieder der EU übergehen. Daher wird dieser Seebär in der Bundesrepublik Deutschland im Bundesnaturschutzgesetz als unter besonderen Schutz zu stellende Art bezeichnet.
Die Seebären wurden an allen Küsten über Jahrhunderte von Robbenjägern getötet. Beispielsweise gab es entlang der peruanischen Küste in den 1940er Jahren nur noch vierzig Seebären; durch seitdem erlassene Schutzgesetze leben dort wieder 20.000 Robben. 40.000 Seebären leben an den chilenischen Küsten, 3.000 an argentinischen Küsten und 15.000 auf den Falklandinseln; am gesündesten sind die Kolonien aber an den Küsten Uruguays, wo sie über 200.000 Tiere umfassen.

## Belege
1. ↑  
Arctocephalus australis. In: Don E. Wilson, DeeAnn M. Reeder (Hrsg.): Mammal Species of the World. A taxonomic and geographic Reference. 2 Bände. 3. Auflage. Johns Hopkins University Press, Baltimore MD 2005, ISBN 0-8018-8221-4.
2. 1 2 3 4 5  „South American Fur Seal“ In: M.A. Webber: Family Otariidae. In: Don E. Wilson, Russell A. Mittermeier: Handbook of the Mammals of the World. 4. Sea Mammals. Lynx Edicions, Barcelona 2014; S. 92. ISBN 978-84-96553-93-4.
3. 1 2  Fernando Lopes,  Larissa R Oliveira,  Amanda Kessler,  Yago Beux,  Enrique Crespo, Susana Cárdenas-Alayza,  Patricia Majluf,  Maritza Sepúlveda, Robert L Brownell, Jr.,  Valentina Franco-Trecu,  Diego Páez-Rosas,  Jaime Chaves, Carolina Loch,  Bruce C Robertson,  Karina Acevedo-Whitehouse, Fernando R Elorriaga-Verplancken,  Stephen P Kirkman,  Claire R Peart, Jochen B W Wolf,  Sandro L Bonatto: Phylogenomic Discordance in the Eared Seals is best explained by Incomplete Lineage Sorting following Explosive Radiation in the Southern Hemisphere. Systematic Biology 70 (4), Juli 2021; S. 786–802. doi:10.1093/sysbio/syaa099.
4. 1 2  Annalisa Berta, Morgan Churchill: Pinniped Taxonomy: evidence for species and subspecies. Mammal Review. 42 (3): 207–234. September 2011, doi:10.1111/j.1365-2907.2011.00193.x
5. ↑  Takahiro Yonezawa, Naoki Kohno & Masami Hasegawa: The monophyletic origin of sea lions and fur seals (Carnivora; Otariidae) in the Southern Hemisphere. Gene 441 (1–2), 2009: 89–99. doi:10.1016/j.gene.2009.01.022Researchgate.net Volltext
6. ↑  „Systematics“ In: M.A. Webber: Family Otariidae. In: Don E. Wilson, Russell A. Mittermeier: Handbook of the Mammals of the World. 4. Sea Mammals. Lynx Edicions, Barcelona 2014; S. 34–36. ISBN 978-84-96553-93-4.
7. ↑  Arctocephalus australis in der Roten Liste gefährdeter Arten der IUCN 2009. Eingestellt von: Campagna, C. (IUCN SSC Pinniped Specialist Group), 2008. Abgerufen am 4. Februar 2010.
8. ↑  CMS Appendixe I und II. (PDF 88,75 kB) UNEP-WCMC, 23. Februar 2012, archiviert vom Original am 14. November 2012; abgerufen am 16. Oktober 2012 (Suche nach Arctocephalus australis).
9. ↑  The CITES Appendices. CITES Convention on International Trade in Endangered Species of Wild Fauna and Flora, 25. September 2012, abgerufen am 19. Oktober 2012 (englisch, Die Appendixe des Washingtoner Artenschutzübereinkommens CITES).
10. ↑  Verordnung (EG) 407/2009 zur Änderung der Anhänge in Verordnung (EG) Nr. 338/97. (PDF; 5,19 kB) In: Fassung vom 19. Mai 2009. Rat der EU, abgerufen am 4. Februar 2010.